# Ian Poulter
Pour les articles homonymes, voir Poulter.
Ian Poulter, né le 10 janvier 1976 à Hitchin, est un golfeur anglais.

## Biographie
Après une première victoire en professionnel obtenue lors de l'Open de Côte d'Ivoire 1999, tournoi figurant au calendrier du Challenge Tour ; il obtient en fin de cette même année sa carte pour participer au Circuit Européen lors de la saison suivante.
Il obtient sa première victoire sur ce circuit dès sa première saison, lors de l'Open d'Italie puis termine la saison avec le titre de rookie of the year. Les années suivantes, il remporte au moins un tournoi par saison, gravissant les échelons du golf européen pour terminer dans le Top 10 du classement à l'Ordre du Mérite en 2003, 2004 et 2006.
Son meilleur résultat lors d'un tournoi d'un tournoi du Grand Chelem est sa deuxième place lors de l'Open Britannique où il termine à quatre coups de Padraig Harrington.
Lors de la Ryder Cup 2008, il fait partie des deux choix du capitaine Nick Faldo. Il fait en remportant 4 points sur les 5 possibles. Dans les doubles, il dispute trois rencontres avec son compatriote Justin Rose et une avec l'Irlandais du Nord Graeme McDowell. Cependant, l'équipe européenne perd le trophée qu'elle détenait depuis 2002, battue par les États-Unis sur le score de 16½ à 11½. Auparavant, il avait déjà participé à une édition de la Ryder Cup, l'édition 2004 disputée sur le sol américain et qui a vu la victoire de l'Europe, dirigée par le capitaine Bernhard Langer, sur le score de 18 et ½ à 9 et ½.
Pour la 39e Ryder Cup 2012 qui eut lieu sur le parcours du Medinah Country Club de Chicago, dans le ‘Foursomes’ du vendredi matin, Ian (second choix du capitaine) est associé à Justin Rose face à la paire Tiger Woods / Steve Stricker, où le duo l’emporte sur les américains 2&1. Toujours associé à Justin Rose pour le ‘Foursomes’ du samedi matin, les deux compères battent 1up le duo Bubba Watson / Webb Simpson. Associé au no 1 mondial Rory McIlroy, il remonte au combat dans le dernier ‘Fourball’ du samedi après-midi face à la paire Jason Dufner / Zach Johnson avec une victoire 1up à la clé. Avant les duels, il apporte donc 3 points au team européen. Dans les simples du dimanche, le capitaine José Maria Olazábal programme Ian dans la deuxième rencontre face à Webb Simpson, la victoire sera au rendez-vous avec un beau 2up. Un nouveau point pour l’Europe et un tournoi parfait pour Ian. Son total 2012 sera donc : 4 matches, 4 victoires.